# Kìa con bướm vàng
Kìa con bướm vàng là một bài hát nhạc ngoại lời Việt dành lứa tuổi thiếu nhi với giai điệu vui tươi và nhí nhảnh.